# 미야자키 현립 미술관
미야자키 현립 미술관(宮崎県立美術館 미야자키켄리쓰비주쓰칸[*])은 일본 미야자키현 미야자키시에 있는 현립 미술관이다. 설계는 오카다 신이치로가 했으며, 이 작품으로 일본 예술원상을 수상했다. 미야자키 현립 도서관이나 미야자키 현립 예술극장 등 현의 문화시설이 있는 미야자키현 종합문화공원 부지 내에 있다.